# Le Penseur (nouvelle)
Pour l’article homonyme, voir Le Penseur.
Le Penseur est une nouvelle d'Anton Tchekhov, parue en 1885.

## Historique
Le Penseur est initialement publié dans la revue russe Les Éclats, no 32, du 10 août 1885, signée A. Tchékhonté.

## Résumé
Le gardien de prison Iachkine a invité à déjeuner le surveillant de l’école cantonale Pimfov. C’est un jour de canicule. La digestion est rendue difficile par la vodka ingurgitée, la viande en sauce qu’il a fallu honorer, la chaleur et les mouches.
Les deux hommes se regardent, pouvant à peine respirer. Iachkine lâche à son ami : « Il y a en russe trop de signes de ponctuation inutiles ». Il prend l’exemple du substitut du procureur Mérinov qui met une virgule après chaque mot pour se croire savant. Pimfov est d’un avis contraire, et veut partir. Iachkine le retient en promettant de ne plus aborder ce sujet.
La digestion reprend, toujours aussi difficile. Iachkine va parler de nouveau. Pimfov « tressaille et le regarde avec effroi, il s’attend à de nouvelles hérésies ». Iachkine lui annonce qu'« il y a beaucoup trop de sciences superflues ». Heureusement, la cuisinière amène un potage à l’oseille. On reboit de la vodka. Puis c’est la bouilli de gruau, la vodka… Iachkine annonce que tout est superflu, même lui, Pimfov. Vont-ils en venir aux mains ? Non, on reboit de la vodka, et les deux hommes vont faire la sieste.

## Édition française
- Le Penseur, traduit par Édouard Parayre, in Œuvres I, Paris, éditions Gallimard, coll. « Bibliothèque de la Pléiade » no 197, 1968  (ISBN 978-2-07-0105-49-6).